# Piwnica Przy Krypcie
Piwnica przy Krypcie – szczeciński kabaret działający przy Teatrze Krypta. Powstał w 1990 z inicjatywy aktorów i plastyków miasta Szczecina. Mieści się na Zamku Książąt Pomorskich w krypcie Gryfitów. Funkcjonuje jako kabaret, teatr komediowy, miejsce prezentacji sztuki i scena amatorska. Odbywają się w nim wieczory i spektakle kabaretowe i dramatyczne, koncerty, recitale, przedstawienia teatralne dla dzieci, spotkania literackie, wernisaże, przedstawienia amatorskie (w tym stała scena amatora i spektakle slamowe).
Od roku 2015 kabaret połączył siły z Teatrem Krypta, by stworzyć Teatr Piwnica przy Krypcie. Od katastrofy budowlanej teatr ten funkcjonuje w sali kinowej, która służy do wystawiania przedstawień.